# Erró
Erró, rodným jménem Guðmundur Guðmundsson (* 19. července 1932 Ólafsvík) je islandský malíř, představitel pop-artu, pro své ovlivnění komiksovou estetikou někdy zvaný "islandský Roy Lichtenstein". S Lichtensteinem se ostatně v 60. letech setkal a byl jím přímo ovlivněn. Témata jeho obrazů jsou často politická. Typické jsou také odkazy na umělecká díla minulosti.
V letech 1949 až 1952 studoval výtvarné umění na akademiích v Reykjavíku a Oslu, v roce 1955 pak ve Florencii. V roce 1958 se přestěhoval do Paříže. Zde se pohyboval v surrealistických kruzích. Roku 1963 se prvně podíval do New Yorku, kde ho uhranul pop-art. V roce 1989 daroval více než 3000 svých děl městu Reykjavík a založil tak sbírku svého díla v tamním Muzeu umění. Stále žije v Paříži.
V roce 2010 ho komiksový autor Brian Bolland obvinil z plagiátorství.